# Rückers (Flieden)

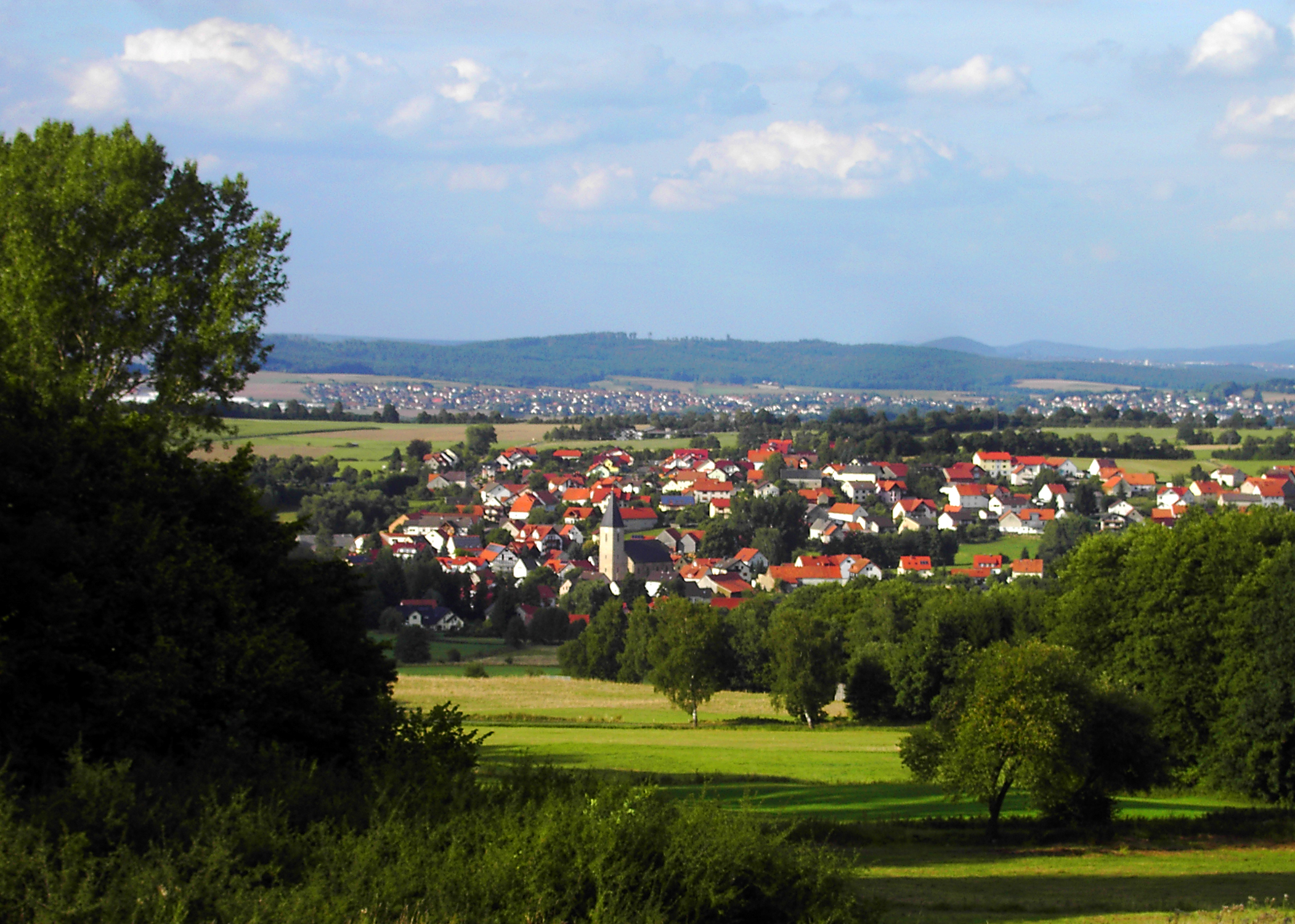
Rückers (2008)

Rückers – miejscowość w gminie Flieden w Niemczech, w Hesji, w rejencji Kassel, w powiecie Fulda.